# 야에의 벚꽃
《야에의 벚꽃》(일본어: 八重の桜 야에노 사쿠라[*])은 2013년 1월 6일부터 12월 15일까지 방송된 NHK의 52번째 대하드라마이다. 주연은 아야세 하루카이다.
당초 NHK에서는 전혀 다른 작품을 계획하고 있었지만, 2011년 3월 11일 동일본 대지진에 영향을 받아, 방침을 전환해 후쿠시마현 아이즈 출신으로 도시샤 학원을 설립한 니지마 조의 아내 니지마 야에의 생애를 그린 작품을 드라마화하는 것이 언론에 발표되었다. NHK의 대하드라마에서 막말을 그린 작품은 1990년대 이후에도 몇 번 제작되었지만, 메이지 시대 후반기가 주요 무대가 되는 것은 1985년에 방영한 《봄의 파도》이후 28년 만이다.
2011년 6월 22일 제작 발표회가 열려, 이 발표에서는 동시에 주연 배우도 발표되었고 대하드라마의 첫 출연이 되는 아야세 하루카가 기용되는 것이 발표되었다. 작품의 개요와 주연이 동시에 발표되는 대하드라마로는 이례적이다.
크랭크인은 2012년 9월 9일 주요 무대가 되는 후쿠시마현 아이즈 지방에서 로케이션 촬영에서 시작되어 9월 13일에는 쓰루가성(와카마쓰성)에서 출연자에 의한 기자 회견이 열렸다.

## 등장 인물

### 주인공과 그 일족

#### 주인공과 그 배우자
- 니이지마 야에 - 아야세 하루카
- 카와사키 쇼노스케 - 하세가와 히로키
- 니이지마 조 - 오다기리 조

#### 야마모토 가문과 그 관계자
- 야마모토 카쿠마 - 니시지마 히데토시
- 야마모토 곤파치 - 마츠시게 유타카
- 야마모토 사쿠 - 후부키 준
- 야마모토 우라 - 하세가와 쿄코
- 오다 토키에 - 타니무라 미츠키
- 야마모토 사부로 - 쿠도 아스카

### 아이즈의 사람들

#### 아이즈 마츠다이라 가문
- 마츠다이라 카타모리 - 아야노 고
- 테루히메 - 이나모리 이즈미
- 마츠다이라 카타타카 - 나카무라 우메노스케
- 토시히메 - 나카니시 미호
- 마츠다이라 노부노리 - 시마다 류

#### 사이고 가문
- 사이고 타모노 - 니시다 토시유키

#### 야마카와 가문
- 야마카와 히로시 - 타마야마 테츠지
- 야마카와 후타바 - 이치카와 미카코
- 야마카와 토세 - 시라하네 유리
- 야마카와 켄지로 - 카츠지 료
- 야마카와 스테마츠 - 미즈하라 키코

#### 진보 가문
- 진보 슈리 - 사이토 타쿠미
- 진보 유키코 - 아시나 세이

#### 타카기·후지타 가문
- 타카기 토키오 - 칸지야 시호리
- 사이토 고로 - 후루야 켄지

#### 아이즈 번 중신
- 카지와라 헤이마 - 이케우치 히로유키
- 사가와 칸베 - 나카무라 시도
- 아키즈키 테이지로 - 키타무라 유키야
- 요코야마 치카라 - 쿠니히로 토미유키

#### 그 외 아이즈 번의 무사(藩士)
- 다케무라 코우노신 - 아즈마 타케시
- 고이데 테츠노스케 - 시라이시 토모야

#### 아이즈 번의 여성들
- 히나타 유키 - 코리키 아야메
- 나카노 타케코 - 쿠로키 메이사

### 교토의 사람들

#### 교토 부
- 마키무라 마사나오 - 타카시마 마사히로

#### 그 외 교토의 시민
- 오오가키야 세이하치 - 마츠카타 히로키

### 메이지 정부
- 사이고 타카모리

#사츠마 번 항목을 참조.
- 카츠 카이슈 - 나마세 카츠히사
- 키도 타카요시 - 오이카와 미츠히로
- 이와쿠라 토모미 - 코사카이 카즈키
- 이타가키 타이스케 - 카토 마사야
- 오오야마 이와오 - 소리마치 타카시
- 산조 사네토미 - 사사이 에이스케

### 에도 막부

#### 도쿠가와 쇼군 가문
- 도쿠가와 요시노부 - 코이즈미 코타로

- 도쿠가와 이에사다 - 요시다 아사히
- 도쿠가와 이에모치 - 하야마 쇼노

#### 막각(幕閣, 막부 최고 수뇌부)제후
- 이이 나오스케 - 에노키 타카아키
- 아베 마사히로 - 히사마츠 노부요시
- 안도 츠시마노카미 - 쿠라이시 이사오
- 아베 마사토 - 사와타리 미노루
- 마츠다이라 야스히데

#### 막부의 신하(幕臣)
- 에노모토 다케아키 - 야마구치 마키야

#### 신센구미(新選組)
- 사이토 하지메

사이토 고로 참고
- 히지카타 토시조 - 무라카미 쥰
- 곤도 이사미 - 카미오 유
- 오키타 소지 - 스즈키 신지
- 토도 헤이스케 - 스미요시 아키노리

### 옛 제번(諸藩, 모든 번)・사족(士族, 무사출신 가문)

#### 사츠마 번
- 사이고 다카모리 - 킷카와 코지

#### 초슈 번
- 요시다 쇼인 - 오구리 슌
- 구사카 겐즈이 - 스가 타카마사

#### 그 외 오우우에츠(奥羽越)의 제번
- 우에스기 나리노리 - 쿠라모치 카즈히로
- 다테 요시쿠니 - 아마노 카츠히로

#### 그 외 제후
- 마츠다이라 슌가쿠 - 무라카미 히로아키
- 도쿠가와 나리아키 - 이부키 고로
- 도쿠가와 요시카츠 - 카네코 켄
- 도쿠가와 요시아츠 - 스기우라 타이요
- 마츠다이라 사다아키 - 나카무라 하야토
- 마츠다이라 모치아키 - 사이토 유

#### 그 외 지사(志士)
- 사쿠마 쇼잔 - 오쿠다 에이지

### 조정
- 코메이 천황 - 이치카와 소메고로
- 코노에 타다히로 - 와카마츠 타케시
- 나카가와노미야 - 코스다 야스토
- 나카야마 타다야스 - 오가와 류이치

### 나가사키의 사람들
- 칼 레만 - 에릭 보식
- 안토니우스 보드윈(Anthonius Franciscus Bauduin)

### 외국인
- 페리 - 스티븐 에쉬튼
- 실리(Julius Hawley Seelye) - 랜디 고인즈

## 제작진
- 각본 : 야마모토 무츠미
- 음악 : 나카지마 노부유키
- 테마 음악 : 사카모토 류이치
- 제작 총괄 : 나이토 신스케
- 연출 : 카토 히로시

## 방영일 및 부제, 시청률
※ 아래의 파란색 숫자는 '최저 시청률'이고, 빨간색 숫자는 '최고 시청률'입니다.
| 횟수                                                   | 방송일                                                 | 부제목                                                 | 연출                                                   | 기행                                                                                 | 시청률 | 시청률 | 시청률   |
| 횟수                                                   | 방송일                                                 | 부제목                                                 | 연출                                                   | 기행                                                                                 | 간토   | 간사이 | 후쿠시마 |
| ------------------------------------------------------ | ------------------------------------------------------ | ------------------------------------------------------ | ------------------------------------------------------ | ------------------------------------------------------------------------------------ | ------ | ------ | -------- |
| 제1회                                                  | 01월 06일                                              | 안되는 것은 안되는 것                                  | 카토 타쿠                                              | 츠루가 성 터(후쿠시마현 아이즈와카마쓰시)                                            | 21.4%  | 19.7%  | 30.7%    |
| 제2회                                                  | 01월 13일                                              | 어쩔 수 없는 마음                                      | 카토 타쿠                                              | 소잔 신사(나가노현 나가노시)                                                         | 18.8%  | 15.5%  | 24.?%    |
| 제3회                                                  | 01월 20일                                              | 쫓아 버리기 전에                                       | 카토 타쿠                                              | 아이즈 번교 닛신칸(후쿠시마현 아이즈와카마쓰시)                                      | 18.1%  | 18.7%  | 22.?%    |
| 제4회                                                  | 01월 27일                                              | 요령별                                                 | 카토 타쿠                                              | 히코네성 (시가현 히코네시)                                                           | 18.2%  | 16.9%  | 26.3%    |
| 제5회                                                  | 02월 03일                                              | 쇼인의 유언                                            | 이치키 마사에                                          | 쇼카손주쿠(야마구치현 하기시)                                                        | 18.1%  | 18.3%  | 27.7%    |
| 제6회                                                  | 02월 10일                                              | 아이즈의 결의                                          | 이치키 마사에                                          | 하니츠 신사(후쿠시마현 이나와시로정)                                                 | 15.3%  | 13.8%  | 22.3%    |
| 제7회                                                  | 02월 17일                                              | 쇼군의 머리                                            | 스에나가 소                                            | 곤카이코묘지(교토부 교토시)                                                          | 17.5%  | 15.9%  | 24.7%    |
| 제8회                                                  | 02월 24일                                              | 뜻대로 안되는 사랑                                     | 카토 타쿠                                              | 아이즈부케야시키(후쿠시마현 아이즈와카마쓰시)                                        | 15.6%  | 13.9%  | 21.7%    |
| 제9회                                                  | 03월 03일                                              | 8월의 동란                                             | 이치키 마사에                                          | 야기테이(교토부 교토시)                                                              | 15.1%  | 12.7%  | 18.9%    |
| 제10회                                                 | 03월 10일                                              | 이케다야 사건                                          | 시미즈 타쿠야                                          | 이케다야사건비석(교토부 교토시)                                                      | 12.6%  | 11.2%  | 17.4%    |
| 제11회                                                 | 03월 17일                                              | 수호직을 쳐라!                                         | 카토 타쿠                                              | 사쿠마쇼잔조난의비석(교토부 교토시)                                                  | 14.3%  | 12.6%  | 20.5%    |
| 제12회                                                 | 03월 24일                                              | 하야구리고몬에서의 싸움                                | 이치키 마사에                                          | 하야구리고몬(교토부 교토시)                                                          | 13.9%  | 12.5%  | 19.0%    |
| 제13회                                                 | 03월 31일                                              | 총과 신부                                              | 스에나가 소                                            | 나고야성(아이치현 나고야시)                                                          | 14.3%  | 12.2%  | 20.8%    |
| 제14회                                                 | 04월 07일                                              | 새로운 날들                                            | 카토 타쿠                                              | 이와쿠라 도모미가 속세생활을 했던 집(교토부 교토시)                                  | 11.7%  | 10.5%  | 19.4%    |
| 제15회                                                 | 04월 14일                                              | 삿쵸의 밀약                                            | 시미즈 타쿠야                                          | 히가시혼간지(교토부 교토시)                                                          | 14.2%  | 12.3%  | 17.1%    |
| 제16회                                                 | 04월 21일                                              | 멀어지는 등                                            | 시미즈 타쿠야                                          | 미테라 센뉴지(교토부 교토시)                                                         | 13.8%  | 12.3%  | 23.4%    |
| 제17회                                                 | 04월 28일                                              | 나가사키에서의 선물                                    | 이치키 마사에                                          | 나가사키양성소 터(나가사키현 나가사키시)                                             | 13.7%  | 13.3%  | 21.0%    |
| 제18회                                                 | 05월 05일                                              | 쇼노스케의 여행                                        | 이치키 마사에                                          | 시라카와세키의 흔적(후쿠시마현 시라카와시) 카스미 성 공원(후쿠시마현 니혼마쓰시)     | 15.7%  | 10.3%  | 18.7%    |
| 제19회                                                 | 05월 12일                                              | 요시노부의 오산                                        | 스에나가 소                                            | 니조성(교토부 교토시)                                                                | 15.0%  | 13.4%  | 24.4%    |
| 제20회                                                 | 05월 19일                                              | 개전! 토바vs후시미                                     | 카토 타쿠                                              | 고코노미야(교토부 교토시)                                                            | 13.7%  | 13.7%  | 20.2%    |
| 제21회                                                 | 05월 26일                                              | 패전의 책임                                            | 이치키 마사에                                          | 하마리큐 은사정원(도쿄도 츄오 구)                                                    | 14.1%  | 14.2%  | 22.2%    |
| 제22회                                                 | 06월 02일                                              | 동생의 원수                                            | 스에나가 소                                            | 에도개성회견기념비(도쿄도 스미다구/미나토구)                                         | 13.3%  | 15.1%  | 22.0%    |
| 제23회                                                 | 06월 09일                                              | 아이즈를 구해라                                        | 카토 타쿠                                              | 아이즈 번 가신들의 묘(후쿠시마현 시라카와시)                                         | 15.0%  | 12.6%  | 24.6%    |
| 제24회                                                 | 06월 16일                                              | 니혼마츠 소년대의 비극                                 | 이치키 마사에                                          | 다이린지(후쿠시마현 니혼마츠시)                                                      | 14.8%  | 12.3%  | 26.3%    |
| 제25회                                                 | 06월 23일                                              | 백호대 출전                                            | 사사키 요시하루                                        | 이이모리산(후쿠시마현 아이즈와카마쓰)                                                | 12.9%  | 12.7%  | 25.3%    |
| 제26회                                                 | 06월 30일                                              | 야에,결전이다                                          | 카토 타쿠                                              | 센류지(후쿠시마현 아이즈와카마쓰시)                                                  | 14.0%  | 14.4%  | 24.9%    |
| 제27회                                                 | 07월 07일                                              | 포위망을 돌파하다                                      | 카토 타쿠                                              | 호카이지(후쿠시마현 가와누마군 아이즈반게정)                                         | 12.9%  | 13.7%  | 25.7%    |
| 제28회                                                 | 07월 14일                                              | 자랑의 딸                                              | 카토 타쿠                                              | 쵸메이지(후쿠시마현 아이즈와카마쓰시)                                                | 16.6%  | 13.3%  | 25.8%    |
| 제29회                                                 | 07월 21일                                              | 츠루가 성 개성                                         | 스에나가 소                                            | 츠루가성(후쿠시마현 아이즈와카마쓰시)                                                | 14.5%  | 13.0%  | 23.4%    |
| 제30회                                                 | 07월 28일                                              | 재기의 길                                              | 스에나가 소                                            | 우에스기 신사(야마가타현 요네자와시)                                                 | 12.6%  | 13.2%  | 26.0%    |
| 제31회                                                 | 08월 04일                                              | 이혼의 이유                                            | 사사키 요시하루                                        | 엔츠지(아오모리현 무쓰시)                                                            | 15.4%  | 14.2%  | 26.9%    |
| 제32회                                                 | 08월 11일                                              | 형의 겨냥도                                            | 이치키 마사에                                          | 사츠마 번주 저택 터의 비(교토부 교토시)                                              | 13.9%  | 13.4%  | 25.3%    |
| 제33회                                                 | 08월 18일                                              | 쇼노스케와 재회                                        | 이치키 마사에                                          | 뇨코바 흔적의 비(교토부 교토시)                                                      | 15.9%  | 12.8%  | 26.6%    |
| 제34회                                                 | 08월 25일                                              | 돌아온 남자                                            | 카토 타쿠                                              | 니지마 죠 청동상(홋카이도 하코다테시)                                                | 13.4%  | 11.8%  | 21.8%    |
| 제35회                                                 | 09월 01일                                              | 죠의 프로포즈                                          | 스에나가 소                                            | 가와사키 쇼노스케 공양비(효고현 도요오카시)                                          | 14.2%  | 14.5%  | 23.4%    |
| 제36회                                                 | 09월 08일                                              | 동지의 맹세                                            | 사사키 요시하루                                        | 도시샤 대학 이마데가와캠퍼스(교토부 교토시)                                          | 15.4%  | 13.9%  | 25.2%    |
| 제37회                                                 | 09월 15일                                              | 과격한 전학생                                          | 나가노 료헤이                                          | 구마모토히로학교교사제인스의저택(구마모토현 구마모토시)                              | 15.0%  | 15.2%  | 24.7%    |
| 제38회                                                 | 09월 22일                                              | 세이난 전쟁                                            | 카토 타쿠                                              | 사가와칸베에 본진지(구마모토현 미나미아소촌) 사이고 동굴(가고시마현 가고시마시)      | 11.9%  | 12.8%  | 23.0%    |
| 제39회                                                 | 09월 29일                                              | 우리의 아이                                            | 이치키 마사에                                          | 니이지마가 구저택(교토부 교토시)                                                     | 13.3%  | 15.5%  | 23.5%    |
| 제40회                                                 | 10월 06일                                              | 아내의 허풍                                            | 스에나가 소                                            | 토쿠토미가 구저택(구마모토현 구마모토시)                                             | 12.4%  | 12.3%  | 24.6%    |
| 제41회                                                 | 10월 13일                                              | 카쿠마의 딸                                            | 나가노 료헤이                                          | 신교코쿠거리(교토부 교토시)                                                          | 12.4%  | 13.0%  | 21.0%    |
| 제42회                                                 | 10월 20일                                              | 죠가 가는 아이즈                                       | 카토 타쿠                                              | 니이지마가의 예전에 살던집(군마현 안나카시)                                          | 14.8%  | 13.1%  | 24.7%    |
| 제43회                                                 | 10월 27일                                              | 로쿠메이칸의 꽃                                        | 이치키 마사에                                          | 구단시타 공원(도쿄도 지요다구) 오오야마기념관(도치기현 나스시오바라시)               | 11.5%  | 12.9%  | 18.1%    |
| 제44회                                                 | 11월 03일                                              | 죠의 유언                                              | 스에나가 소                                            | 쇼에이칸(교토부 교토시)                                                              | 10.0%  | 11.4%  | 15.9%    |
| 제45회                                                 | 11월 10일                                              | 불의의 소문                                            | 스에나가 소                                            | 도시샤 여자 대학 이마데가와캠퍼스(교토부 교토시)                                     | 12.8%  | 13.0%  | 23.2%    |
| 제46회                                                 | 11월 17일                                              | 사랑의 도피                                            | 시미즈 타쿠야                                          | 로카고슌원(도쿄도 세타가야구)                                                        | 13.7%  | 14.3%  | 25.2%    |
| 제47회                                                 | 11월 24일                                              | 남겨진 시간                                            | 나카타니 치키                                          | 산노소도 기념관(도쿄도 오타구)                                                       | 13.7%  | 14.2%  | 22.6%    |
| 제48회                                                 | 12월 01일                                              | 잘가라,다시 만나자                                     | 카토 타쿠                                              | 니이지마 죠 선생의 임종 비석(카나카와 현 오이소정) 니이지마 죠의 묘소(교토부 교토시) | 13.7%  | 14.0%  | 20.9%    |
| 제49회                                                 | 12월 08일                                              | 다시는 싸움을 배우지말자                               | 이치키 마사에                                          | 야마모토 카쿠마의 묘(교토부 교토시)                                                  | 12.2%  | 11.8%  | 21.4%    |
| 최종회                                                 | 12월 15일                                              | 언제나 꽃은 핀다                                       | 카토 타쿠                                              | 교토부 교토시 후쿠시마현 아이즈와카마쓰시                                            | 16.6%  | 13.7%  | 21.7%    |
| 평균시청률(주쿄(나고야)지구 : 14.3%, 북부규슈 : 13.3%) | 평균시청률(주쿄(나고야)지구 : 14.3%, 북부규슈 : 13.3%) | 평균시청률(주쿄(나고야)지구 : 14.3%, 북부규슈 : 13.3%) | 평균시청률(주쿄(나고야)지구 : 14.3%, 북부규슈 : 13.3%) | 평균시청률(주쿄(나고야)지구 : 14.3%, 북부규슈 : 13.3%)                               | 14.6%  | 13.7%  | 23.2%    |
| (시청률조사 : 관동 지방 비디오서치)                    |                                                        |                                                        |                                                        |                                                                                      |        |        |          |